# Ружьевка
Ружьевка — село в Пугачёвском районе Саратовской области России. Входит в состав Надеждинского муниципального образования.

## География
Село находится в северной части Заволжья, в пределах Сыртовой равнины, в степной зоне, на левом берегу реки Малый Иргиз, на расстоянии примерно 21 километра (по прямой) к северо-северо-западу (NNW) от города Пугачёв, административного центра района. Абсолютная высота — 35 метров над уровнем моря.
Климат
Климат характеризуется как умеренно континентальный с холодной зимой и жарким засушливым летом. Среднегодовая температура воздуха — 5,3 °C. Средняя многолетняя температура самого холодного месяца (января) составляет −11,9 °С (абсолютный минимум — −41 °С), температура самого тёплого (июля) — 22,1 °С (абсолютный максимум — 40 °С). Безморозный период длится в течение 140—150 дней в году. Среднегодовое количество атмосферных осадков — 364 мм. Снежный покров держится в среднем 139 дней в году.
Часовой пояс
Село Ружьевка, как и вся Саратовская область, находится в часовой зоне МСК+1. Смещение применяемого времени относительно UTC составляет +4:00.

## Население
| 2010 |
| ---- |
| 32   |

Гендерный состав
По данным Всероссийской переписи населения 2010 года в гендерной структуре населения мужчины составляли 50 %, женщины — соответственно также 50 %.
Национальный состав
Согласно результатам переписи 2002 года, в национальной структуре населения русские составляли 65 % из 48 чел.